# SEMMA
L'acronyme SEMMA (sample, explore, modify, model, assess qui se traduit en français par : échantillonne, explore, modifie, modélise, évalue) se rapporte au noyau du processus de conduite de l'exploitation de données.
Commençant par un échantillon statistiquement représentatif des données, SEMMA rend facile l’application des techniques exploratoires statistiques, de visualisation, de choix et transformation des variables prédictives les plus significatives, de modélisation des variables pour prévoir des résultats, et de confirmation de l'exactitude d'un modèle.